# Évangiles de Xanten
Les Évangiles de Xanten sont un manuscrit enluminé contenant les évangiles daté du début du IXe siècle. Les historiens de l'art s'accordent pour y voir une œuvre exécutée par l'école de la cour de Charlemagne. Après avoir appartenu à la cathédrale Saint-Victor de Xanten, il est actuellement conservé à la Bibliothèque royale de Belgique (Ms.18723).

## Historique
Le manuscrit appartient stylistiquement à un groupe de manuscrits de l'époque carolingienne rattaché à l'évangéliaire du couronnement de Vienne avec deux autres manuscrits enluminés : les évangiles d'Aix-la-Chapelle et les évangiles de la bibliothèque de Brescia (Biblioteca Queriniana (it), Ms. E. II.9). Cette école de peinture, appelée aussi école du palais de Charlemagne, est alors menée par des artistes sans doute d'origine byzantine installés à Aix-la-Chapelle.
Le manuscrit appartient un temps à la bibliothèque de la cathédrale Saint-Victor de Xanten dans l'actuelle Rhénanie-du-Nord-Westphalie. Des gloses en vieil allemand y sont ajoutées au texte au cours des Xe et XIe siècles. Il appartient au début du XIXe siècle à un curé de Maastricht et érudit du nom de J.J. Stiels. Il est acheté par le gouvernement belge en 1842 dans une librairie de Louvain. 

## Description
Le manuscrit contient les quatre évangiles écrits en minuscule carolingienne. Le texte est accompagné d'annotations ou gloses en latin ou en vieil allemand. Il contient 12 pages de canons de concordances (f.6-11). Puis suit une miniature représentant un Christ en gloire surplombant les quatre évangélistes (f.16v). Le Christ est représenté sur un globe surplombant les symboles des évangélistes puis les portraits de ces évangélistes. L'autre miniature représente saint Matthieu au travail (f.17v). Il est peint sur une page de parchemin pourpre, la seule du manuscrit.